# Montanay
 Montanay  es una población y comuna francesa de la Metrópoli de Lyon en la región de Auvernia-Ródano-Alpes. Pertenece a la aglomeración urbana de Lyon.

## Demografía
| 647 | 742 | 961 | 1257 | 1835 | 2335 | 2934 |
| Para los censos de 1962 a 1999 la población legal corresponde a la población sin duplicidades (Fuente: INSEE [Consultar]) |     |     |      |      |      |      |